# Масахарта
Масахарта — верховный жрец Амона в Фивах с 1054 года до н.э. до 1045 год до н. э..
Масахарта был сыном Пинеджема I, верховного жреца Амона и фактического правителя Верхнего Египта с 1070 года до н.э., затем провозгласившего себя фараоном в 1054 году до н.э., после чего Масахарта сменил его на посту верховного жреца. Его матерью была, вероятно, Дуатхатхор-Хенуттави, дочь Рамсеса XI, последнего правителя XX династии. Его тётя, Тентамун, другая дочь Рамсеса, была замужем за фараоном Смендесом I, правившим Нижним Египтом. Один из братьев Масахарты, Псусеннес стал фараоном после Аменемнису, недолго правившего преемника Смендеса.
Масахарта был ответственным за восстановление мумии Аменхотепа I  в 16-м году царствования Смендеса. Несколько его надписей были обнаружены в храме Аменхотепа II в Карнаке, а также на статуях сфинксов и большой статуе сокола. Он умер от болезни на 24 год царствования Смендеса в Эль-Хиба. Его преемником на посту верховного жреца стал его брат Джедхонсуефанх, правивший недолго, а затем другой его брат, Менхеперра. Мумия Масахарты была найдена в тайнике DB-320 Дейр эль-Бахри, в настоящее время она находится в Луксоре.